# Дуброво (городской округ Коломна)
Дуброво — деревня в городском округе Коломна Московской области. До 2017 года относилась к Радужному сельскому поселению Коломенского района. Население — 8 чел. (2021).

## Расположение
Деревня Дуброво расположена на правом берегу Москвы-реки примерно в 12 км к северу от города Коломны. Ближайшие населённые пункты — село Черкизово и посёлок городского типа Пески.

## История
Своё название деревня получила от слова Дубрава.

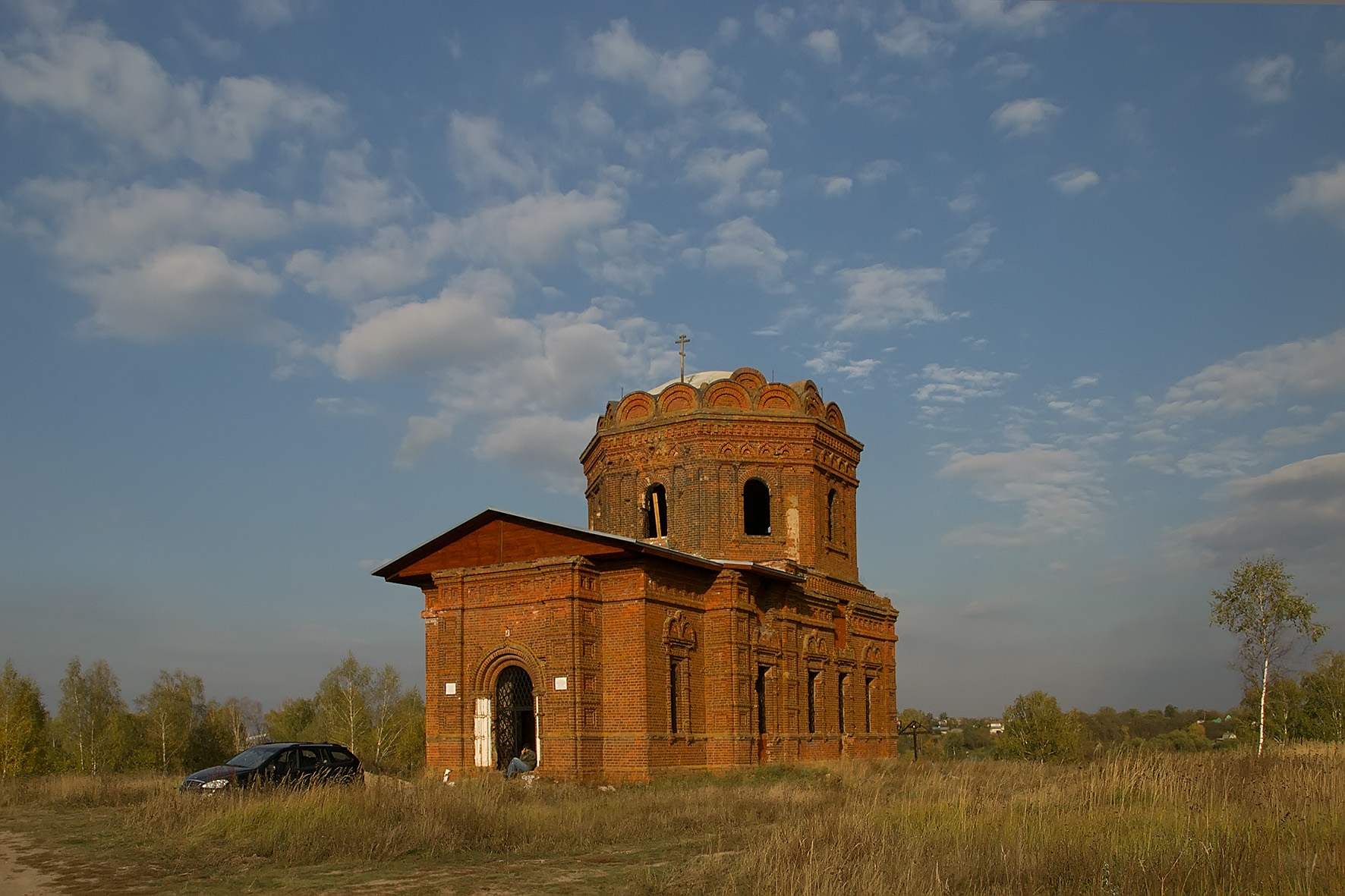
Церковь Покрова Пресвятой Богородицы в Дуброво

В древности на территории села Дуброво существовал монастырь во имя великомученика Феодора Тирона. В смутное время этот монастырь был разорён. В 1620 году на месте бывшего монастыря была построена деревянная церковь во имя Покрова Пресвятой Богородицы. В 1820 году в селе вместо старого был построен новый деревянный храм с колокольней. В 1913 году было начато строительство кирпичного храма, но Первая мировая война и Октябрьская революция помешали завершить все работы.

## Население
| 2002 | 2006 | 2010 | 2014 | 2021 |
| ---- | ---- | ---- | ---- | ---- |
| 5    | ↘4   | ↗6   | ↗9   | ↘8   |

## Покровская церковь
В деревне Дуброво сохранилась кирпичная церковь Покрова Пресвятой Богородицы, которую начали строить в 1913 году по проекту архитектора Николая Струкова. Храм был построен в русском стиле и относится к распространённому типу «восьмерик на четверике».
После революции 1917 года церковь была закрыта, и лишь в 1990-х была передана верующим. Здание церкви находится в аварийном состоянии.
Настоятели:
- 2004—2008 — Кирилл Сладков.